# André Looij
André Looij, né le 25 mai 1995 à Wilnis, est un coureur cycliste néerlandais.

## Biographie
André Looij naît le 25 mai 1995 à Wilnis aux Pays-Bas. Durant son enfance, il pratique le football et le cyclisme. À cause d'une blessure au genou contractée en jouant au football, il court peu en catégorie débutants.
Il entre dans l'équipe Rabobank Development en 2014. Durant cette saison, il est vainqueur d'étape du Triptyque des Monts et Châteaux, du Tour de Bretagne, du Kreiz Breizh Elites. Il s'illustre notamment lors d'arrivées au sprint. Il est ainsi également cinquième du Grand Prix de la Somme, parmi les professionnels,. Après sa victoire au Kreiz Breizh Elites en août, il est contacté par la nouvelle équipe Roompot, qui le recrute et qui prend le nom de Roompot Oranje Peloton au cours du mois de mars. Il y devient coureur professionnel en 2015,.
Au mois de septembre 2016 il prolonge son contrat avec la formation néerlandaise Roompot-Oranje Peloton.
À l'issue de la saison 2017, il n'est pas conservé par l'équipe Roompot. Faute de trouver un nouvel employeur au niveau continental professionnel, il s'engage pour 2018 avec l'équipe continentale Monkey Town,.
Au deuxième semestre 2018, il se classe douzième du Circuit Mandel-Lys-Escaut.

## Palmarès sur route

### Par années
- 2011[1]

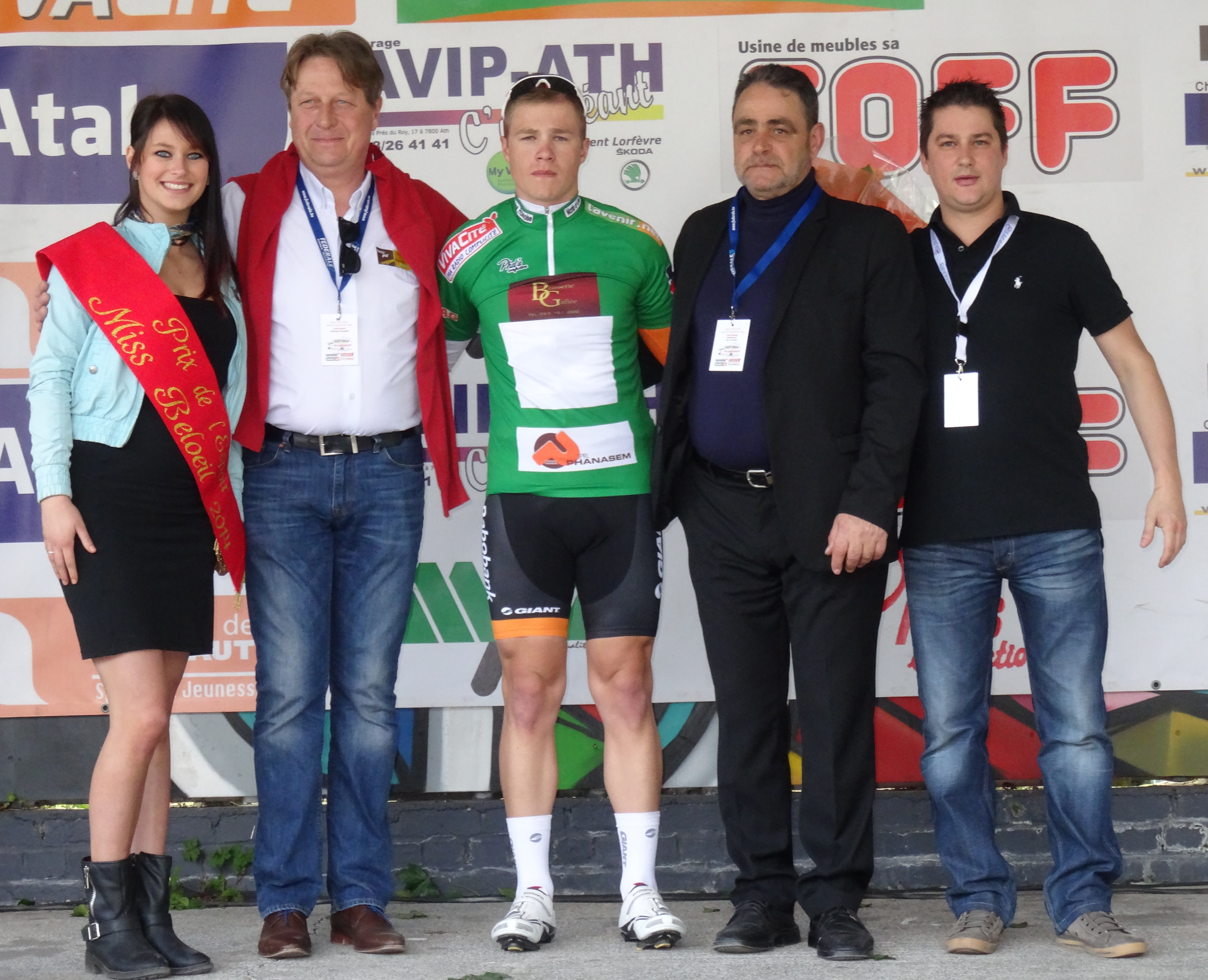
André Looij vainqueur de la 1re étape du Triptyque des Monts et Châteaux 2014.

  - 3e du championnat des Pays-Bas sur route cadets
- 2013
  - Grand Prix André Noyelle
  - 3eb étape du Sint-Martinusprijs Kontich
  - Acht van Bladel
- 2014
  - 1re étape du Triptyque des Monts et Châteaux
  - 6e étape du Tour de Bretagne
  - 2e étape du Kreiz Breizh Elites
  - 4e étape du Tour de la province de Valence
  - 3e du Ronde van Nieuwendijk
  - 3e du Ronde van Midden-Nederland
- 2018
  - Himmerland Rundt
  - Grand Prix Jean-Pierre Monseré
  - 3e étape du Tour du lac Poyang

### Classements mondiaux
| Année                                 | 2014 | 2015 | 2016 | 2017 | 2018 | 2019  |
| ------------------------------------- | ---- | ---- | ---- | ---- | ---- | ----- |
| Classement mondial                    |      |      | 677e | 402e | 325e | 2373e |
| UCI Europe Tour                       | 128e | 188e | 417e | 201e | 175e | 1516e |
| UCI Asia Tour                         | nc   | nc   | nc   | nc   | 421e |       |
|                                       |      |      |      |      |      |       |
| Légende : nc = non classéSource : UCI |      |      |      |      |      |       |

## Palmarès sur piste

### Championnat nationaux
- 2011
  -  Champion des Pays-Bas du keirin juniors
  -  Champion des Pays-Bas du scratch juniors
  - 2e du championnat des Pays-Bas de l'américaine juniors
  - 3e du championnat des Pays-Bas du kilomètre juniors
  - 3e du championnat des Pays-Bas de vitesse juniors
- 2015
  -  Champion des Pays-Bas de poursuite par équipes